# Arctic Monkeys
Arctic Monkeys (Español: Los Monos Árticos) es una banda británica de indie rock, formada en Sheffield, Reino Unido. El grupo está compuesto por el guitarrista principal y vocalista Alex Turner, el guitarrista Jamie Cook, el baterista Matt Helders y el bajista Nick O'Malley. El bajista original de la banda, Andy Nicholson, dejó el proyecto en 2006 poco después del lanzamiento del álbum debut de la banda.
Los Arctic Monkeys fueron considerados como una de las primeras bandas en hacerse conocidas al público gracias a la difusión de sus canciones por Internet, por lo cual se los catalogó como «la banda que pudo haber cambiado el mercado de la música». Esto le valió para que su primer álbum de estudio, Whatever People Say I Am, That's What I'm Not (2006), se convierta en el disco debut británico más vendido en la historia, con más de 300 mil copias vendidas en su primera semana en el mercado. Ganó el premio al Mejor Álbum Británico en los Brit Awards 2007. El segundo álbum de la banda, Favourite Worst Nightmare (2007), contó casi con el mismo éxito, ganando también el premio al Mejor Álbum Británico en los Brit Awards 2008. Sus siguientes trabajos serían Humbug (2009), un proyecto más experimental, y Suck It and See (2011).
La fama mundial de la banda aumentaría gracias al lanzamiento de AM (2013), su quinto disco, y el que obtendría mayor éxito comercial. AM se convirtió en su segundo álbum en entrar en el Top 10 del Billboard en Estados Unidos, siendo también certificado platino en ese país. En los Brit Awards 2014 la banda consiguió por tercera vez el premio al Mejor Álbum Británico. Su sexto álbum, Tranquility Base Hotel & Casino (2018), se alejó de los sonidos tradicionales de la banda, enfocándose en sonidos basados principalmente en el piano, e incorporando rock psicodélico, space age pop, lounge y glam rock, además de elementos de jazz. Con su séptimo álbum, The Car (2022), seguiría la línea experimental del anterior álbum con elementos del rock sinfónico, incorporando instrumentos de cuerda. Recibió una nominación a Mejor Álbum de Música Alternativa en los Premios Grammys 2019, su segunda en la categoría después de Whatever People Say I Am, That's What I Am Not.
Con más de 20 millones de álbumes vendidos en todo el mundo, se han convertido en una de las bandas de rock indie más exitosas de la historia. Han sido el primer grupo independiente (sin ningún contrato con un sello discográfico) en alcanzar el número uno con el lanzamiento de cada uno de sus seis álbumes en el Reino Unido. Han ganado seis Brit Awards, tres por Mejor Banda Británica; un Mercury Prize por Whatever People Say I Am, That's What I Am Not; un Premio Ivor Novello, y 20 NME Awards. Además, consiguieron cinco nominaciones a los Premios Grammy. Tanto Whatever People Say I Am, That's What I Am Not como AM están incluidos en las listas de NME y Rolling Stone de los 500 mejores álbumes de todos los tiempos. A nivel de conciertos, la banda fue cabeza de tres festivales de Glastonbury, en 2007, 2013 y 2023. También participó en la ceremonia de apertura de los Juegos Olímpicos de Londres 2012.

## Historia

### Inicios y primer contrato discográfico (2002-2005)
Los Arctic Monkeys se formaron a mediados del 2002 por un grupo de amigos conformado por Alex Turner, Matt Helders y Andy Nicholson. Turner y Helders eran vecinos y mejores amigos, y conocieron a Nicholson en la secundaria. Turner, quien creció en el seno de una familia musical debido a que su padre era un profesor de música, inició tocando la guitarra en una banda instrumental, con Helders en la batería, Nicholson en el bajo, y el nuevo miembro Jamie Cook como segunda guitarra. Inicialmente, Turner era reacío a ser el vocalista principal. En un artículo de la revista Blender de mayo de 2006 se menciona "Cuando su primer vocalista, Glyn Jones, dejó la banda después de unos meses, Turner tomó el micrófono." Este hecho fue nuevamente reportado más detalladamente en el tabloide británico The Sun, en el cual Jones cuenta que una tarde, después de unos exámenes, estaban aburridos con Alex, así que empezaron a escribir una canción acerca de Sheffield, ciudad natal de la banda. Glyn era el cantante principal solo porque "Alex era muy tímido y no era consciente de su gran voz... pero estaba contento tocando su guitarra." Con el pasar del tiempo, Turner se volvió el vocalista y el líder de la banda debido a que "tenía una gran cosa con las letras", según Helders. Antes de su primer concierto, la banda ensayó en el garaje de Turner durante un año, y después en un almacén abandonado de un pequeño pueblo llamado Wath. Según la madre de Helders, quien conducía a los adolescentes a su lugar de ensayo ida y vuelta tres veces a la semana, "si ellos sabían que tú estabas ahí, simplemente pararían, por lo que nos teníamos que escabullir". Su primer concierto fue un viernes 12 de junio de 2003 en un pub local llamado The Grapes en el centro de Sheffield. El setlist, el cual se grabó, estuvo compuesto por cuatro canciones originales y cuatro versiones de covers de The Beatles, The White Stripes, The Undertones y The Datsuns.

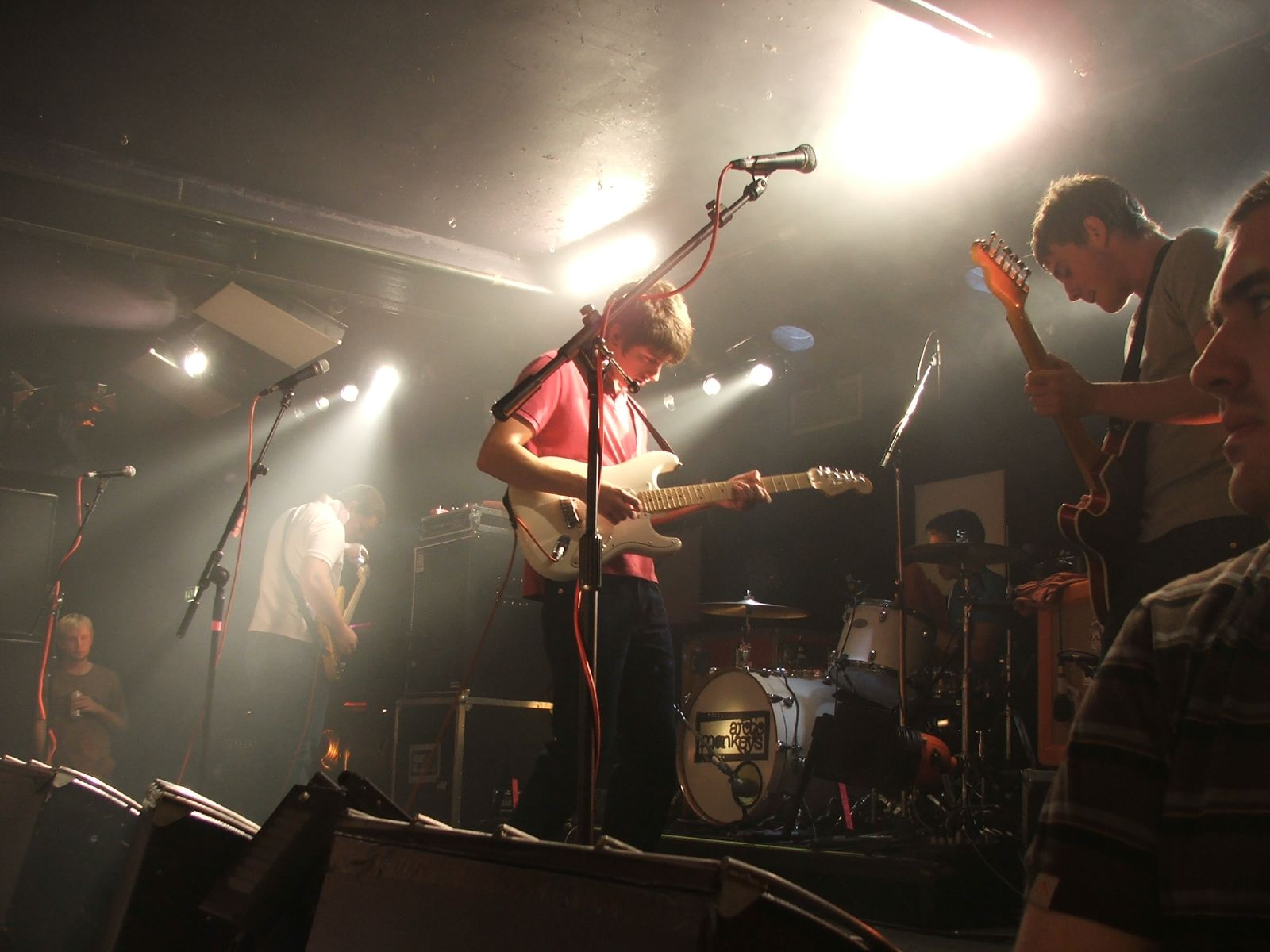
Arctic Monkeys presentando en Norwich 2005.

En el verano del 2003, Turner interpretó como bajista en varios conciertos junto a una banda funk llamada Judan Suki, donde conoció a su líder John McClure, quien introdujo a Turner al productor Alan Smyth de los estudios 2fly. Turner le pidió a Smyth si podía producir un demo de los Arctic Monkeys, a lo que Alan aceptó inmediatamente: "sabía que llevaban algo especial, le dije a Alex que dejara de usar su acento norteamericano en aquella primera sesión". Una introducción por parte de Smyth hacia la banda hizo que consiguiera un equipo de managers, Geoff Barradale y Ian McAndrew. Ellos pagaron por Smyth y los Arctic para que realizaran varios demos de tres canciones durante 2003 y 2004. Turner era reservado y observativo durante las sesiones de grabación, recuerda Smyth: "Quien sea que entraba a grabar canciones en el estudio, él se sentaba y los escuchaba atentamente antes de que pudiera decirles algo." En su habitación de ensayo en Yellow Arch Studios, los Arctic se ganaron una reputación como duros trabajadores; el dueño les solía dejar equipaciones de varios toures, mientras que su esposa ayudaba a Turner con su canto. Mientras tanto, Barradale conducía a la banda por lugares en Escocia, las Tierras Medias, y el norte de Inglaterra para establecerles una reputación como una banda en vivo.
18 canciones fueron grabadas y la colección, ahora conocida como Beneath the Boardwalk, empezó a repartirse como CDs en conciertos, los cuales eran archivos ripeados compartidos entre aficionados por Internet. El nombre Beneath The Broadwalk se originó cuando la primera tanda de demos fueron repartidos, y el cual hacía referencia a un bar del centro de Sheffield en donde la banda solía tocar a menudo y donde Turner trabajaba de barman. El primero que empezó a repartirlos, en busca de clasificar bajo un nombre la colección, eligió llamar al CD como The Boardwalk. Lentamente, como más demos estaban siendo repartidos, los CDs empezaron a ser clasificados bajo este nombre. Esto dejó que mucha gente creyera falsamente que Beneath the Boardwalk era un primer disco, o que todos los demos fueron lanzados bajo este título. Al grupo no le importó, diciendo que "nunca hicimos esas demos para hacer dinero ni nada. Estábamos regalándolas de todos modos, era la mejor manera de que la gente las escuchara. Eso hizo que los conciertos fuesen mejores, debido a que la gente sabía las letras y cantaba con nosotros." No quisieron responsabilizarse de la difusión de su música, admitiendo que ni siquiera sabían cómo poner sus canciones en Internet.
La banda empezó a ganar popularidad en el norte de Inglaterra, recibiendo atención por parte de la radio de la BBC y el tabloide de prensa de Gran Bretaña. Un fotógrafo amateur llamado Mark Bull filmó las primeras actuaciones de la banda y con eso realizaron el video musical de "Fake Tales of San Francisco", lanzandólo en la website de la banda, junto a los contenidos de Beneath The Boardwalk. Cuando les preguntaron acerca de su popularidad en el sitio MySpace, la banda alegó que desconocía lo que era eso, y que el sitio fue creado completamente por fanes. En mayo del 2005, la banda lanzó su EP Five Minutes with Arctic Monkeys, que contenía las canciones "Fake Tales of San Francisco" y "From The Ritz to The Rubble". Este lanzamiento fue limitado a 500 CDs y 1000 vinilos, pero luego también se volvió disponible para descargar por la tienda de iTunes Music Store. Poco tiempo después, la banda tocó en el escenario de Carling en los festivales de Reading y Leeds, los cuales eran reservados para artistas poco conocidos. Su aparición estuvo repleta de periodistas y fue recibida por una multitud, mayor a la de otro concierto anterior, además de haber sido aclamada por la crítica. En el concierto, el público continuamente estuvo cantando junto a la banda.
Finalmente, la banda acabó firmando para el sello independiente Domino en junio del 2005. La banda alegó que les gustaba la "ética DIY" del dueño del sello Laurence Bell, quien estaba a cargo del sello desde su casa y solo firmaba bandas que le gustaban a él personalmente. El diario británico Daily Star comentó en un reporte que esta firma fue seguida por acuerdo publicitario de 1 millón de libras junto a EMI y un contrato de 725 mil libras con Epic Records de los Estados Unidos. Arctic Monkeys negaron este tipo de negociaciones en su página web, nombrando al periódico de forma satírica "The Daily Stir" ("El revuelo diario"). El primer sencillo de la banda, "I Bet You Look Good on the Dancefloor", el cual fue grabado en los estudios Chapel de Lincolnshire, fue lanzado el 17 de octubre de 2005 y fue derecho al puesto 1 de la lista UK Singles Chart. Su segundo sencillo, "When the Sun Goes Down" (titulado originalmente "Scummy"), fue lanzado el 16 de enero del 2006, y también fue derecho al número 1 en UK Singles Chart. El éxito de la banda con su poco marketing o pubilicidad sugirió a varios que esto podría ser una señal de un cambio en como las nuevas bandas alcanzan reconocimiento.

### Éxito temprano, álbum debut más vendido de la historia y tour mundial (2006-2007)

#### Whatever People Say I Am, That's What I'm Not(2006)

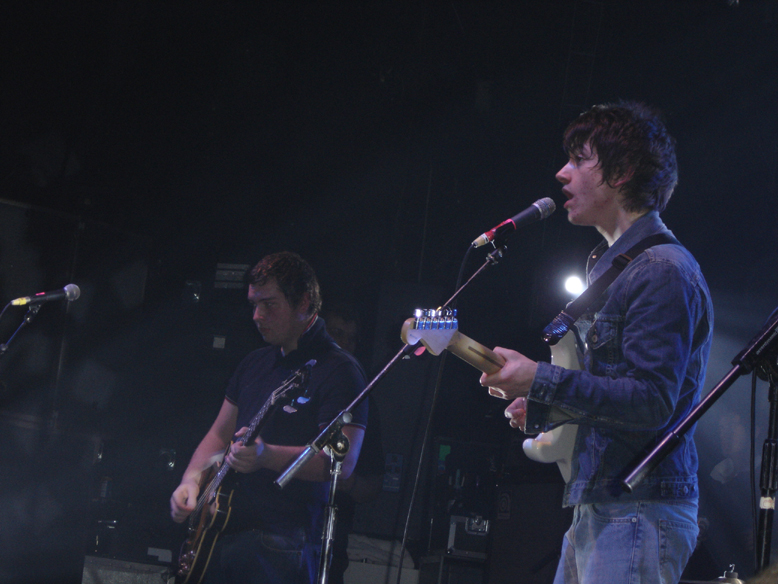
Arctic Monkeys presentando en vivo en 2006.

La banda terminó de grabar su primer álbum de estudio, Whatever People Say I Am, That's What I'm Not, en los estudios Chapel de Lincolnshire durante 15 días en septiembre de 2005, con la producción de Jim Abiss y con Ewan Davis como ingeniero de sonido. Se mezcló en los Olympic Studios de Londres y fue masterizado en Sterling Sound, Nueva York. La banda grabó sus sesiones en vivo, pero con el bajo en habitaciones separadas para que no interfiriera con los amplificadores de las guitarras. A pesar de que Domino quería que simplemente las versiones demo se volvieran a mezclar y lanzarlas como disco, los miembros de la banda se negaron a esto ya que pensaron que sería "estafar" a los aficionados. El título del disco proviene de una frase de un fragmento de una película llamada Saturday Night and Sunday Morning, el cual exclamaba: "Whatever people say I am, that's what I'm not because they don't know a bloody thing about me! God knows what I am." El cover de la portada muestra al amigo de la banda Chris McClure fumando un cigarillo, el cual tuvo controversia ya que fue criticada por la NHS, alegando que "incitaba a la idea de que fumar estaba bien". El mánager de la banda negó esta acusación, y sugirió lo contrario "Puedes ver en la imagen que verlo fumar no le está haciendo nada bien".
Aunque la mayoría de los temas ya estaban disponibles en sus demos, se esperaba que fuera uno de los lanzamientos más grandes de 2006 con miles de copias pre-ordenadas. El 5 de enero de 2006, Domino anunció que el lanzamiento del álbum se iba a adelantar una semana al 23 de enero del mismo año, excusándose en "la alta demanda." Mientras lo mismo ocurría con el lanzamiento de Franz Ferdinand, hubo mucha especulación de que el movimiento se debió a que ya estaban disponibles en la red.
Whatever People Say I Am, That's What I'm Not acabó siendo lanzado el 6 de junio de 2006. Con un sonido basado totalmente en el género de garage rock, y con temáticas alrededor de la vida nocturna y social del norte de Inglaterra en los inicios de los 2000, se convirtió en el álbum debut con las ventas más rápidas en la historia de la música británica, vendiendo 363.731 copias en su primera semana, superando al anterior poseedor del récord de 306,631 copias vendidas de Hear’Say llamado Popstars, y vendió más copias en su primer día - 118,501 - que el resto del Top 20 combinado. El álbum fue lanzado un mes después en Estados Unidos, vendiendo 34.000 unidades en su primera semana, convirtiéndolo el segundo álbum de estilo indie debut con más rápidas ventas y posicionándose en el número veinticuatro en la lista Billboard. Aun así, las ventas en un año en Estados Unidos no igualaron las de la primera semana en Reino Unido. Los críticos estadounidenses se mostraron más reservados y mucho más críticos que sus contrapartes británicos, tildándolos de "otro ejemplo de una banda nueva británica aclamada en demasía por la prensa." Aun así, la gira de junio de 2006 en Norteamérica recibió buenas críticas en cada aparición- "el sobreexceso de atención rodeándolos prueba que existen por una buena razón." Mientras tanto, la revista británica NME nombró al álbum el "5.º mejor álbum británico de todos los tiempos". La banda igualó el récord de The Strokes y Oasis en los NME Awards de 2006, ganando tres premios: Mejor Banda Británica, Mejor Banda Nueva, y Mejor Canción para "I Bet You Look Good on the Dancefloor".
La banda no tardó en grabar nuevo material y el 24 de abril de 2006 lanzó un EP de 5 canciones titulado Who the Fuck Are Arctic Monkeys?. Fue visto por la crítica como una reacción al exceso de atención que los rodeaba. Por su duración, el EP no pudo posicionarse en las listas como sencillo o álbum. Además, su lenguaje inapropiado tuvo como consecuencia una menor cobertura radiofónica, aunque esto no preocupó a la banda - "desde que hicieron su nombre en Internet, consiguieron un sencillo y un álbum en primera posición, no les importa si no los ponen en la radio."
Sin embargo, después del lanzamiento del EP en Reino Unido, la banda anunció que el bajista Andy Nicholson no formaría parte de la siguiente gira por Norteamérica debido a una "fatiga a causa de una gira intensa." Cuando volvieron a Reino Unido, Nicholson confirmó que empezaba un nuevo proyecto en solitario, y que por ello dejaría Arctic Monkeys. Además del proyecto, dejó la banda porque no podía lidiar con la fama y el éxito que habían cosechado los últimos seis meses. Alex Turner, Jamie Cook y Matt Helders se mostraron tristes ante la situación, razón por la cual decidieron poner un comentario en su página oficial: "Lamentamos informar que Andy no forma más parte de la banda", también confirmaron que Nick O'Malley - exbajista de la banda de rock The Dodgems, quien entró como bajista temporal para la gira norteamericana, continuaría por el resto del verano. Poco después, Nick O'Malley fue confirmado como miembro de tiempo completo.
El primer lanzamiento de Arctic Monkeys sin Nicholson como miembro fue el sencillo "Leave Before the Lights Come On", que vio la luz el 14 de agosto de 2006. Turner comentó que la canción podría estar en el álbum, y que esta fue una de las últimas que escribió antes de alcanzar la fama. La canción se colocó en la cuarta posición en Reino Unido, convirtiéndose en la primera sin conseguir el primer lugar en las listas - haciendo que Turner se refiera a la canción como "la oveja negra de la familia" en el concierto que la banda ofreció en el festival de Leeds en 2006. La banda se volvió a reunir con Nicholson en el Festival de Reading y allí fue reemplazado de manera formal por O'Malley; aun así, dos semanas después, solo los tres restantes miembros originales estuvieron presentes en la ceremonia de premiación del Mercury Prize de 2006. Allí Whatever People Say I Am, That's What I'm Not fue premiado como mejor álbum del año.

#### Favourite Worst Nightmare(2007)
El segundo álbum de la banda, Favourite Worst Nightmare, fue lanzado el 23 de abril de 2007, una semana después del lanzamiento del sencillo "Brianstorm". Como su predecesor, la banda alcanzó rápidamente el número 1 en las listas británicas. Alex Turner describió las canciones como "muy diferentes a las de la última vez", añadiendo que el sonido de algunas eran "un poco llenas, un poco de "From the Ritz to the Rubble", "The View from the Afternoon", ese tipo de cosas." En un concierto secreto en Sheffield el 10 de febrero de 2007 se habían presentado 7 canciones nuevas (6 de Favourite Worst Nightmare). Las primeras reseñas del álbum fueron positivas, y lo describían como "muy, muy rápido y muy, muy ruidoso."
Mientras tanto, la banda siguió cosechando premios alrededor del mundo, ganando el "Mejor Artista Nuevo" en el PLUG Independent Music Awards en Estados Unidos y "álbum del año" en Japón, Irlanda y Estados Unidos. Además de los premios al "Mejor Álbum" y "Mejor DVD musical" en los NME Awards de 2007, la banda tuvo el orgullo de ganar los premios a "Mejor banda británica" y "Mejor álbum británico" en los Brit Awards de 2008. Por segundo año consecutivo, la banda fue nominada para el Anual Mercury Prize, aunque no pudieron igualar lo de 2006, puesto que el premio a "Mejor Álbum" se lo llevó Klaxons con Myths of the Near Future.
El 29 de abril de 2007, el día en que Favourite Worst Nightmare se colocó en primera posición en el UK Albums Chart, las 12 canciones del álbum se encontraban en el Top 200 del UK Singles Chart, ranqueando desde "Brianstorm" hasta "If You Were There, Beware" en la posición ciento ochenta y nueve. El 27 de abril del mismo año tenían un total de 18 canciones en el Top 200. "Fluorescent Adolescent" y "505" se colocaron en el Top 75, en el número 60 y 64 respectivamente, precisamente antes de que Fluorescent Adolescent fuera lanzada como sencillo, donde alcanzó el puesto 5. La canción debutó en vivo en el programa The Jonathan Ross Show, con los miembros disfrazados como payasos. El tercer sencillo de la banda, Teddy Picker, fue lanzado el 3 de diciembre de 2007. Antes del lanzamiento, la banda sacó al mercado un número extremadamente limitado de 250 vinilos bajo el pseudónimo The Death Ramps conteniendo dos de los b-sides del sencillo de "Teddy Picker".
En su primera semana a la venta, el álbum vendió 227 mil unidades, emulando a Whatever People Say I Am, That's What I'm Not en alcanzar derecho el puesto 1 en la lista UK Albums Charts, a pesar de vender 130 mil copias menos que su predecesor. Los primeros sencillos Brianstorm y Fluorescent Adolescent fueron hits en Reino Unido. En los Estados Unidos, el álbum debutó en el séptimo puesto, vendiendo 44 mil copias en su primera semana. La banda fue platino x3 en Reino Unido.
La banda encabezó el festival de Glastonbury el 22 de junio del 2007, cuyos mejores momentos fueron transmitidos por la BBC. Durante su show como cabezas del festival, la banda actuó junto a los artistas Drizzee Rascal y Simian Mobile Disco para su cover de la canción "Diamonds Are Forever". La banda también dio un extenso show en el Castillo de Malahide de Dublín el 16 de junio del 2007. El 28-29 de julio la banda dio su concierto más atendido hasta la fecha, con dos fechas agotadas de 55 mil entradas en el County Cricket Club de Lancashire en Mánchester. Anunciados como los propios 'mini-festivales' del grupo, ambas fechas vieron sets de apoyo para Supergrass, The Coral, Amy Winehouse y el acto tributo a los Beatles japoneses The Parrots. Los shows fueron aclamados como "los conciertos que definen una generación" por la NME, y fueron hasta comparados con los históricos shows de Oasis en Knebworth House en 1996. Los conciertos de Mánchester de los Arctic Monkeys elevaron el estatus de la banda a convertirse en la "banda que define una generación", como lo había hecho Oasis una década anterior. La banda dio el último concierto de su tour el 17 de diciembre del 2007 en el Apollo de Manchester, el cual fue grabado para un álbum en vivo titulado "At the Apollo", y que fue lanzado para cines el año siguiente.

### Cambio de sonido y enfoque más experimental (2008-2010)

#### Humbug(2009)

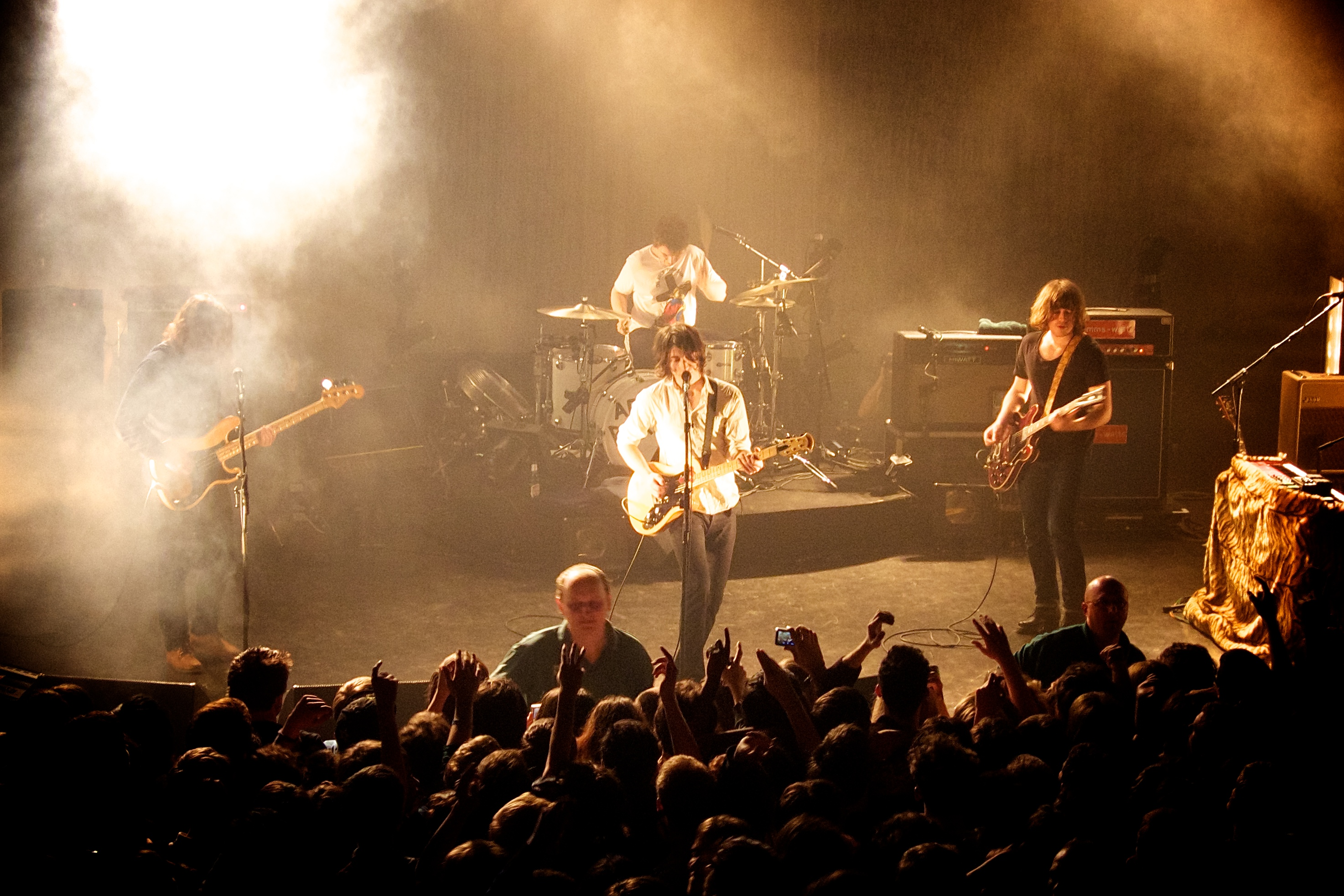
Arctic Monkeys en el Shepherd's Bush Empire, Londres, marzo de 2010

Luego de un breve hiato tomado por la banda, en el cual Alex Turner grabó material con su dúo junto a Miles Kane llamado The Last Shadow Puppets, la banda empezó a grabar la mitad del nuevo álbum en el estudio desértico Rancho de la Luna con Josh Homme de Queens of the Stone Age como productor en el otoño del 2008, y la otra mitad junto a James Ford en unas sesiones en Nueva York en la primavera del 2009. Durante un tour de enero en Nueva Zelanda y Australia, la banda debutó en vivo las canciones "Crying Lightning", "Pretty Visitors", "Dangerous Animals" y "Potion Approaching" (conocida en ese momento como "Go-Kart"). Matt Helders reveló más tarde en un video-vlog que el álbum consistiría de 14 canciones y que Alex se quedaría en Nueva York para supervisar la mezcla del álbum. Sin embargo, el tracklist final solo consistió de 10 canciones.
En un artículo de preestreno de Clash, el escritor Simon Harper aclamó que la banda "desafió por completo cualquier expectativa o presunción para explorar las profundidades que pueden alcanzar al poner un pie fuera de sus estilos aceptados", añadiendo "Turner es su yo elocuente habitual, pero definitivamente se ha graduado en un escritor incomparable cuyos temas se retuercen y giran a través de historias y alegorías tan potentes y profundas que en realidad deja a uno sin aliento". En el mismo sitio, Alex reveló que la banda estaba escuchando Nick Cave, Jimi Hendrix y Cream mientras escribían el disco, cuyo título sería revelado como Humbug. El proceso de escritura del mismo fue comentado por Turner: "Escribí mucho durante la noche. Me despertaba, anotaba cosas y luego me volvía a dormir. Y algunas de ellas se convirtieron en canciones sobre esa hora del día, cuando no estás tan alerta”. Una de las sesiones del disco incluyó grabar en el histórico edificio Integratron en Joshua Tree, donde resultó la canción "Secret Door". El disco fue lanzado el 19 de agosto del 2009 y como sus predecesores, fue derecho al puesto número 1. Sin embargo, el lanzamiento del álbum se vio envuelto en revisiones mixtas por parte de aficionados, que criticaron el cambio abrupto de sonido de la banda, pasando de su sonido original de garage rock, a un sonido más de rock desértico y rock psicodélico. Aun así, la crítica especializada elogió el abordaje temático de Turner y los sonidos experimentales de la banda. Con el pasar del tiempo, Humbug logró ganar la aceptación de los fanáticos y hoy en día se considera como uno de los mejores discos de la banda.
Como fue anunciado en la página web de Arctic Monkeys, el primer sencillo del álbum fue "Crying Lightning", lanzado el 6 de julio. También tuvo su estreno en la radio el mismo día. El 12 de julio, alcanzó el puesto 12 de la lista UK Singles Chart. El segundo sencillo, Cornerstone, fue lanzado el 16 de noviembre del 2009, y contó con un particular video musical donde solo se lo ve a Alex Turner vestido con un buzo de lana rojo y un micrófono de casete cantando las líricas de la canción detrás de un paredón blanco. El 22 de marzo, fue lanzado el último sencillo del disco, "My Propeller". Poco después del nuevo sencillo, la banda dio un show en el Royal Albert Hall en ayuda al cáncer el 27 de marzo.
Los Arctic Monkeys embarcaron en la primera fecha del Humbug Tour en enero del 2009 y encabezaron los festivales de Reading y Leeds. Durante sus actuaciones, además de interpretar canciones de Humbug, también tocaron Brianstorm y un cover de Nick Cave titulado "Red Right Hand". En Norteamérica, donde tenían menos seguimiento, tuvieron pequeños shows en Montreal y Nueva Jersey. El tour finalizó a inicios del 2010 en México.

### Éxito comercial en Estados Unidos (2011-2014)

#### Suck It and See(2011)
NME reportó en enero del 2011 que la banda iba a trabajar de nuevo con James Ford como productor, y que iban a lanzar su cuarto álbum de estudio a fines de la primavera. La revista Q reportó que el cuarto disco de los Arctic Monkeys iba a ser más "accesible" que Humbug. La edición impresa de Q informa que "es el sonido de una banda abriendo las cortinas y dejando que la luz del sol entre de nuevo".

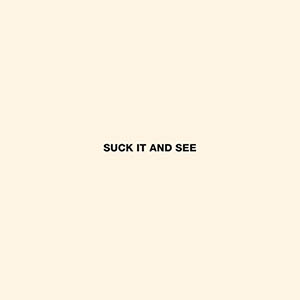
Portada del disco Suck It And See

El álbum fue grabado en los estudios Sound City en Los Ángeles durante 2010 y 2011. Durante esta época, Alex Turner lanzó su primer material como solista, al componer el soundtrack para la película "Submarine", dirigida por Richard Ayoade. Durante la producción del álbum, el trabajo solista de Turner fue fundamental, ya que la composición lírica fue tomada de ahí. Asimismo, la canción "Piledriver Waltz" que originalmente fue parte de la banda sonora de la película fue reversionado por la banda para el nuevo álbum. El 4 de marzo de 2011, la banda estrenó por su website una nueva canción titulada "Brick by Brick" y que contó como vocalista a Matt Helders. Helders explicó después que la canción no era un sencillo, sino tan solo una prueba de lo que se iba a venir. El 10 de marzo la banda reveló que el título del disco sería "Suck It and See" y que iba a lanzarse el 6 de junio del 2011.
El primer sencillo del álbum, titulado "Don't Sit Down 'Cause I've Moved Your Chair" fue lanzado para descargarse digitalmente el 12 de abril, y también por vinilo junto a "Brick by Brick" el 16 de abril por el Día de la Tienda de Discos. El 17 de abril, la canción alcanzó el puesto n.28 de la lista UK Singles Chart. Una versión del sencillo con dos B-Sides fue lanzado en vinilo el 30 de mayo. La banda permitió que los fanes pudieran escuchar el disco completo a través de su página web para que pudieran decidir si querían comprarlo o no. Suck it and See fue lanzado el 6 de junio del 2011, y fue derecho al puesto número 1 de la lista de álbumes británicos. Al lograrlo, Arctic Monkeys se convirtió en la segunda banda de la historia en lograr que cuatro álbumes de estudio lograran debutar en el primer puesto de forma consecutiva. El sonido del disco significó otro cambio abrupto, dejando de lado sus incursiones en lo psicódelico y centrandóse más en el rock indie y en el pop acústico.
La banda anunció "The Hellcat Spangled Shalalala" como el segundo sencillo sacado de Suck it and See. Aun así, la mayoría del stock de la canción fue quemada por culpa de los disturbios en Inglaterra de 2011. El 6 de septiembre, la banda lanzó un video musical de la canción "Suck it and See" con aparición de Matt Helders, y anunciaron que la lanzarían como sencillo el 31 de octubre. En julio de 2011, la banda lanzó un EP de 6 canciones tomadas de una sesión en vivo del iTunes Festival de Londres.
El álbum fue exitoso comercialmente, con varios medios y críticos apuntando que la banda "tuvo un éxito repentino en América y Estados Unidos". En la primera semana de lanzamiento del álbum se vendió alrededor de 80 mil copias, debutando como número uno de las listas de álbumes británicos. En general, el álbum vendió alrededor de 330 mil copias. NME nombró la portada del álbum, un monocroma blanco simulando el estilo del Álbum Blanco de Los Beatles, como una de las peores de la historia. En Estados Unidos, el título del álbum tuvo controversia, llegando a censurarlo en algunos lugares con un sticker encima del nombre. Alex informó a la XME que "solamente ellos piensan que es algo grosero e irrespetuoso". El julio, el medio Mojo lo incluyó en el puesto 39 de los "50 mejores álbumes del 2011".
En mayo, la banda se embarcó en nuevo tour mundial, el "Suck It and See Tour". Fueron cabezas del Festival Internacional de Benicàssim junto a The Strokes, Arcade Fire y Primal Scream. También tocaron en el Lollapalooza durante agosto del 2011. El tour continuó hasta mayo del 2012. El 27 de octubre lanzaron el sencillo "Evil Twin", como un lado B de su nuevo sencillo "Suck it and See". En marzo, la banda embarcó en un tour por Norteamérica en soporte a The Black Keys.

#### AM(2013)

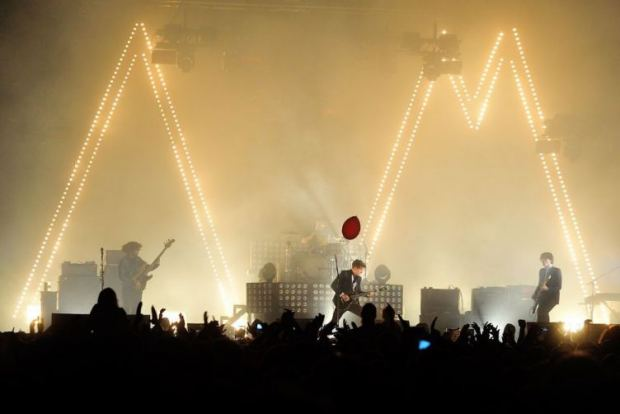
Arctic Monkeys presentando en INmusic festival el 25 de junio de 2013. El concierto es parte de AM Tour.

El 27 de febrero de 2012, la banda publicó por medio de su página web y medios sociales una nueva canción llamada "R U Mine?", que alcanzó el puesto 23 en la lista UK Singles Chart. El 27 de julio de 2012 la banda tocó en la ceremonia de apertura de los Juegos Olímpicos de Londres, interpretando "I Bet You Look Good on The Dancefloor" y un cover de "Come Together" de The Beatles. El 22 de mayo de 2013, la banda se embarcó en el "AM Tour", donde presentaron un nuevo sencillo titulado "Do I Wanna Know?". Varios críticos especializados y fanáticos notaron el cambio estético de la banda y sus miembros, representando el estilo de moda de los años 50 con camperas de cuero y con cortes de pelo engrasados, al estilo de Elvis Presley.
El 21 de abril con motivo del Record Store Day publicaron en vinilo R U Mine?, el B-Side del vinilo contiene una nueva canción del grupo llamada 'Electricity', además de un exitoso remix llamado 'R U Mine?'.
El 18 de junio, la banda lanzó a través de YouTube el videoclip del nuevo tema Do I Wanna Know?, un video creado por David Wilson, el cual lleva más de 1000 millones de reproducciones. En este video tiene como base la animación realiza con líneas de ondas blancas con algunas de colores que resaltan sobre un fondo negro, una vez que entra el estribillo rompe y se muestran mujeres seductoras, carreras de automóviles, etc. El sencillo se lanzó también a la venta por medio de iTunes.
El 24 de junio de 2013, la banda a través de su página de Facebook anuncian el día 9 de septiembre como fecha de lanzamiento de su quinto trabajo llamado AM, lanzado nuevamente con la discográfica Domino Records. El nuevo disco está producido por Josh Homme de Queens of the Stone Age, quien coprodujo el álbum de 2009 del grupo Humbug. Bill Ryder-Jones y el baterista Pete Thomas, mientras que el poeta punk John Cooper Clarke aparecerá en la canción I Wanna Be Yours.
Entre las canciones incluidas en este nuevo trabajo, rescatan la canción R U Mine?, que fue lanzada en marzo del 2012.
Según una entrevista realizada por NME, Alex Turner comentó que el título del nuevo trabajo está inspirado en un álbum de la banda americana Velvet Underground. En diciembre del 2016, Alex Turner anunció que la banda saldrá del hiato en el que se encontraban al final de la gira del 2014 para grabar un nuevo álbum.

### Retorno tras hiato (2014-2018)

#### Tranquility Base Hotel & Casino(2018)
Después de casi 5 años, el 5 de abril de 2018 es anunciado oficialmente el nuevo álbum de la banda, titulado Tranquility Base Hotel & Casino. Este álbum fue lanzado a la venta el 11 de mayo del 2018.

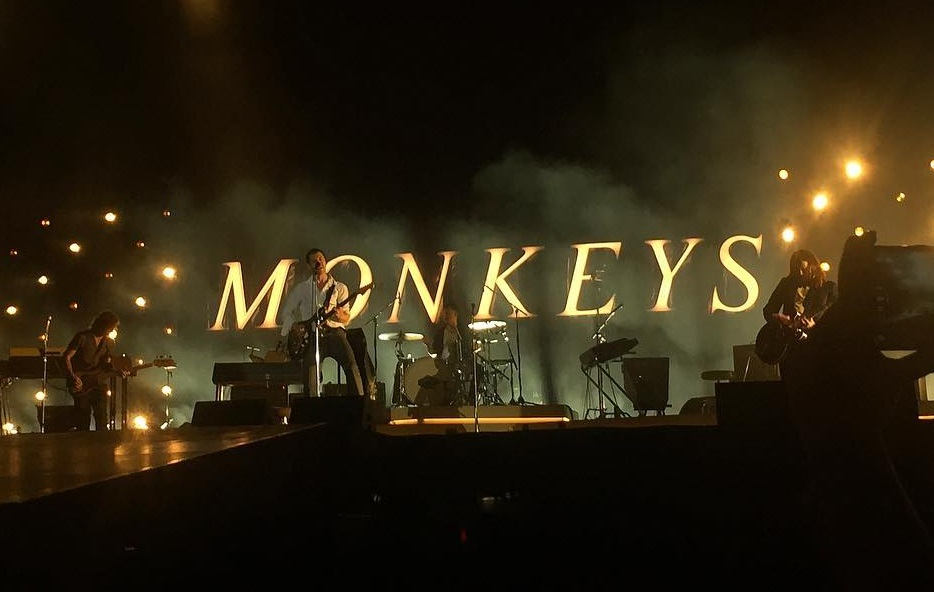
Arctic Monkeys presentando en Budapest, en el año 2018

Once son los cortes que integran este trabajo, los cuales llevan por título «Star Treatment», «One Point Perspective», «American Sports», «Tranquility Base Hotel & Casino», «Golden Trunks», «Four Out of Five», «The World's First Ever Monster Truck Front Flip», «Science Fiction», «She Looks Like Fun», «Batphone» y «The Ultracheese».
El álbum generó gran controversia debido a su cambio de estilo con respecto a trabajos anteriores. Se confirmó que se tuvo en cuenta la posibilidad de que Alex Turner presentara el trabajo como un disco personal, aunque finalmente la banda decidió sacarlo bajo el sello de Arctic Monkeys. Los riffs de guitarra y melodías fácilmente reconocibles fueron sustituidos por otros instrumentos, como el piano, el cual pasó a ser un gran protagonista del disco. Los mismos integrantes de la banda afirmaron que "es un disco que necesita al menos 10 escuchas para que te guste". Recuerda en ciertos momentos a uno de sus antiguos trabajos, Humbug, dada su naturaleza mística y oscura. En cualquier caso, el disco finalmente fue aclamado por la crítica, dada la valentía del cambio de estilo que la banda adoptó.
En octubre de 2020, la banda anunció a través de sus perfiles de redes sociales que lanzarían el álbum en vivo de su concierto Tranquility Base Hotel & Casino Tour 2018 en el Royal Albert Hall. El álbum se lanzó el 4 de diciembre de 2020.

#### The Car(2022-presente)
En diciembre del 2020, el mánager de Arctic Monkeys, Ian McAndrew, confirmó que la banda había intentado juntarse a grabar a mediados del 2020, pero las restricciones a los viajes debidas a la pandemia de COVID-19 impidieron que el grupo se juntara. Durante marzo de 2020, Matt Helders confesó en un live de Instagram que la banda estaba "en proceso" de idear algo nuevo, pero que los impedimentos de las distancias entre los miembros complicaron todo. Sin embargo, reiteró que estaban "ansiosos" de poder trabajar para un disco nuevo.
En enero de 2021, el baterista anunció que durante el verano de 2020 habrían intentado grabar nuevo material, y que desde entonces, estarían trabajando en temas completamente nuevos, concluyendo que la banda se encuentra en las primeras fases de intentar componer un disco.
En julio de 2021 el centro de eventos Butley Priory informó a través de su sitio web que la banda habría estado grabando material, noticia que se dio a conocer por una foto publicada en la cuenta de Instagram de uno los chefs del establecimiento, donde se vería a la banda por primera vez desde 2019.
En noviembre de 2021, en una entrevista para el especial de la BBC, "Drumathon", el baterista de la banda Matt Helders confirmó que el nuevo álbum estaba siendo terminado y que era probable que sea lanzado a inicios del 2022 para luego realizar una gira de verano. El 16 de noviembre se anunciaron las primeras fechas en Turquía, Bulgaria, Croacia y República Checa, que comenzaron el 9 de agosto de 2022 en el Centro de artes escénicas Zorlu, ubicado en la ciudad turca de Estambul. En el primer show de la gira, no presentaron nuevo material y el setlist se redujo a viejas canciones.
El 24 de agosto de 2022 la banda anunció a través de sus redes sociales el lanzamiento de su nuevo álbum The Car, con lanzamiento programado el 21 de octubre de 2022.
El 29 de agosto de 2022, fue publicado el primer sencillo llamado "There’d Better Be A Mirrorball" como adelanto de dicho álbum, esta canción, seguiría la línea de experimentación musical de la banda desde Tranquility Base Hotel & Casino, donde el piano vuelve a tomar protagonismo y incorporando sonidos orquestales de cuerda. El 29 de septiembre de 2022 se lanzó "Body Paint" como segundo corte de difusión. Posteriormente, el 18 de octubre, se lanzó oficialmente el último single del álbum "I Ain't Quite Where I Think I Am''.
En marzo de 2023 la banda presenta un nuevo vídeo, "Sculptures Of Anything Goes", dirigido por el realizador Ben Chappell, colaborador habitual del grupo en vídeos anteriores como "Four Out Of Five" y "Tranquility Base Hotel & Casino". En esta ocasión podemos ver a los miembros de Arctic Monkeys actuando durante unos ensayos y en una actuación en vivo. El tema estaba igualmente incluido en el séptimo álbum de estudio de la banda, "The Car", lanzado en octubre de 2022.

## Crítica y controversia
La banda ha sido criticada principalmente por la atención que ha recibido de parte de los medios. Los críticos los han descrito como "uno de los tantos en una larga lista con exceso de atención de NME". El lanzamiento del EP Who the Fuck Are Arctic Monkeys a solo 3 meses de su álbum debut, ha sido criticado por algunos, quienes han visto esto como una muestra de "avaricia", siendo acusados de querer "sacar partido de su éxito". La banda contradijo esas críticas argumentando que lanzan nueva música regularmente, no para hacer dinero, sino para evitar el "aburrimiento de estar tres años de gira con un solo álbum."
La portada de Whatever People Say I Am, That's What I'm Not, mostrando a Chris McClure, un amigo de la banda, fumando un cigarro, fue criticada por el líder del NHS en Escocia por «reforzar la idea de que fumar está bien». La imagen del disco es una foto llena de cigarros apagados. El representante de la banda comentó lo opuesto: «Puedes ver en la imagen que el fumar no le está haciendo para nada bien».
Arctic Monkeys fue parte de una caótica y muy criticada ceremonia en los Brit Awards de 2008: mientras aceptaban su premio de «mejor grupo británico», hicieron bromas de haber ido a la BRIT School en Croyon. La banda creció en Sheffield y en realidad no asistían a dicho colegio, simplemente estaban ridiculizando a los anteriores ganadores de la noche Adele y Kate Nash, quienes habían agradecido al público y a la escuela en su discurso de aceptación. El discurso fue editado por ITV.
En el año 2011, algunos medios estadounidenses se declararon en contra del nombre de su cuarto álbum, ya que «incitaba a actos lascivos». Por tanto, en este país la portada de Suck It and See fue prohibida. Sin embargo, hubo una recepción bastante positiva por parte del público estadounidense.

## Apariciones en televisión
Octubre de 2005 fue testigo de su primera aparición en TV inglesa. Tocaron en Popworld el 15, y en E4 Music y Later with Jools Holland el 28. Desde estas apariciones, la banda sorprendió al negarse a concurrir a cualquier otro programa de TV. Continuamente rechazaron ofertas para tocar en el show de BBC Top of the Pops, así como en el programa de ITV CD:UK.
La negativa de la banda para asistir a los Brit Awards de 2006 fue vista originalmente como otro rechazo a la televisión, aunque luego aclararon que la ausencia se debió a compromisos previos en el NME Awards Tour. En un discurso grabado de aceptación para el rubro "Best British Breakthrough Act", el que dio las gracias fue un "misterioso quinto miembro". este era el líder de We Are Scientists, Keith Murray, un amigo de la banda, fue reclutado por la banda para "confundir a la audiencia". A pesar de su hostilidad por aparecer en la televisión de Reino Unido, la banda lo hizo en la TV americana, cuando se presentó en Saturday Night Live el 11 de marzo de 2006 para iniciar con su gira por Estados Unidos, cuyas entradas, en ese entonces, ya estaban agotadas. La banda tocó dos temas: "I Bet You Look Good on the Dancefloor" y "A Certain Romance", y curiosamente el bombo tenía escrito la palabra "ASBO".
En febrero de 2007 la banda no concurrió a la ceremonia de Brit Awards de 2007, debido a que ese mismo día se encontraban grabando el video de su nuevo sencillo "Brianstorm". Aun así fue reportado por los medios como un segundo "rechazo" a la ceremonia. Helders le dijo a BBC 6 Music: 

Vamos a filmar el video ese día, así que no estaremos en ningún lugar cerca de ahí. No lo hemos cancelado, sólo somos chicos ocupados alistándose para salir de gira otra vez.
Matt Helders

 Igualmente se alzaron con dos galardones: "Mejor Banda Británica" y "Mejor Disco Británico". La banda mandó un video de discurso de aceptación, vestidos como personajes de El Mago de Oz y de Village People. La banda también apareció en varios shows nocturnos como Late Night with Conan O'Brien, Late Show with David Letterman, Jimmy Kimmel Live! y Later with Jools Holland.
En febrero de 2008 asistieron a la ceremonia de los Brit Awards de 2008, donde ganaron los premios "Mejor Disco Británico" para Favourite Worst Nightmare y "Mejor Banda Británica". También fueron nominados para "Mejor Performance Británica en Vivo", pero perdieron contra Take That.
El 13 de mayo de 2011 los Arctic Monkeys tocaron 4 nuevas canciones de su nuevo material discográfico en el programa "Later with Jools Holland" tocaron las canciones(por orden de aparición)
- Don't Sit Down 'Cause I've Moved Your Chair
- The Hellcat Spangled Shalalala
- Library Pictures
- Reckless Serenade

El 27 de julio de 2012, participaron en la Ceremonia de Inicio de los Juegos Olímpicos de Londres 2012, versionando el "Come Together" de los Beatles y su primer éxito I Bet You Look Good on the Dancefloor. En el 2013 la banda se presentó en el aclamado festival Glastonbury debutando algunas canciones de su nuevo álbum AM.
En febrero de 2014 vuelven a asistir a la ceremonia de los Brit Awards, donde son nominados en las categorías "Best British Group" y "Mastercard British album of the year". Finalmente se llevaron los dos galardones. Alex Turner, en su discurso de agradecimiento, rindió homenaje al Rock & Roll diciendo que "nunca morirá, y no podeis hacer nada para evitarlo".

## Estilo musical

### Letras
Las letras de las canciones de Arctic Monkeys frecuentemente hablan de la realidad social, como por ejemplo "A Certain Romance", la cual describe a la cultura indie; observaciones sobre la vida de la clase obrera, como en el tema "When the Sun Goes Down", descrita como una "canción ingeniosa e intensa acerca de la prostitución en el distrito de Neepsend de Sheffield." Basados en su estilo musical, Arctic Monkeys han sido comparados con músicos como el rapero Mike Skinner, Morrissey y Jarvis Cocker, conocidos por sus combinaciones de letras observacionales y humor. La inspiración principal de Arctic Monkeys viene de The Smiths, The Beatles, The Velvet Underground, The Vines y Oasis.
El vocalista principal, Alex Turner, canta con un fuerte acento Yorkshiro. Este se caracteriza por la contracción de "something" (algo) a "summat", también el uso de "dun't" y no "don't (no), el uso de "were" en lugar de "was" (fue), el reemplazamiento de "anything" (todo) y "nothing" (nada) por "owt" y "nowt", y el uso de argot inglés como "mardy" para "malhumorado, difícil, imprevisible." Sus canciones también incluyen referencias a la cultura popular oscura y común; Whatever People Say I Am, That's What I'm Not hace referencias a Romeo y Julieta, "Roxanne" de The Police, y Frank Spencer.

### Apariciones en vivo
En los conciertos los fanes frecuentemente se unen al comienzo de "When the Sun Goes Down", cantando la introducción completa. Sus conciertos en vivo han sido criticados por algunos críticos. Por ejemplo, NME comparó su concierto en el Reading Festival en 2006 desafortunadamente con el de Muse, quien tocó antes de ellos, usando múltiples fuegos artificiales y efectos de luz, argumentando que "en contraste con el concierto destellante, humeante, y lleno de fuegos artificiales de Muse, Arctic Monkeys simplemente entró sin siquiera tener la cortesía de subirse el pantalón".
Arctic Monkeys fue la banda principal en el Wacken Open Air el 22 de junio de 2007, durante su aparición en vivo, la banda tocó con Dizzee Rascal y versionaron la canción de Shirley Bassey "Diamonds Are Forever". La banda también tocó en un largo concierto en el Castillo de Malahide en Dublín el 15 de junio de 2007, con una segunda fecha añadida al día siguiente como respuesta a la alta demanda. La banda también hizo una aparición en el Austin City Limits Music Festival en septiembre de 2007. También tocaron 2 días seguidos en la Cardiff International Arena el 19 y 20 de junio de 2007 apoyados
por sus amigos locales, Reverend and the Makers. La banda también tocó 2 veces en el Alexandra Palace el 8 y 9 de diciembre de 2007. Fueron apoyados por The Rascals y The Horrors, también hubo una aparición sorpresa de Dizzee Rascal.
En 2012 Arctic Monkeys fueron cabeza de cartel del Coachella Festival celebrado en el mes de abril en California y fueron uno de los shows de apertura de los Juegos Olímpicos de Londres 2012 y participaron en la edición 2012 del Quilmes Rock de Argentina además de participar como banda principal en el festival Glastonbury, provocando un gran furor entre las masas.
El 24 de marzo de 2019, durante su gira por América, la banda logró congregar a más de 65 mil fanáticos en el Foro Sol de la Ciudad de México, convirtiéndose en su presentación con más asistentes (sin contar festivales) de toda su historia como banda. Durante su visita a la ciudad y su presentación, filmaron un mini-documental dirigido por Ben Chappell.

## En política
La popularidad de Arctic Monkeys en Reino Unido, especialmente entre la gente joven, ha llevado a políticos y periodistas a mencionarlos en sus discursos y textos. En mayo de 2006, el entonces ministro de Hacienda británico Gordon Brown mencionó en una entrevista, con la revista New Woman, que los escuchaba todos los días - «realmente te despiertan en la mañana», aunque en otra entrevista fue incapaz de nombrar alguna de sus canciones. En posteriores entrevistas Brown aclaró que él no había dicho que le gustaba la banda - «yo simplemente dije que te despiertan en la mañana». En un discurso en la Labour Party Conference de 2006 sobre el riesgo del calentamiento global, bromeando dijo que estaba «más interesado en el futuro del círculo polar ártico (Arctic Circle) que de los Arctic Monkeys». El líder del Partido Liberal Demócrata de Reino Unido Menzies Campbell también mencionó a la banda en la Conferencia Liberal Demócrata de 2006, diciendo que habían vendido más discos que The Beatles, un comentario que causó múltiples burlas por parte de los medios.

## Miembros de la banda
Miembros actuales
- Alex Turner – Voz, guitarra, teclados, piano (2002 – presente)
- Jamie Cook – Guitarra, teclados, piano (2002 – presente), coros (2006 – 2007)
- Nick O'Malley – Bajo, coros (2006 – presente)
- Matt Helders – Batería, percusión, coros y voz (2002 – presente)

Antiguos miembros
- Andy Nicholson – Bajo, coros (2002–2006)

Miembros adicionales en tours y en grabaciones
- John Ashton – Teclados, piano, percusión, guitarra, coros (Participó en Humbug) (2009–2012)
- Thomas Rowley – Teclados, piano, guitarra, coros (2013 – presente)
- Davey Latter – Percusión (2013 – presente)
- Scott Gillies – Guitarra acústica (2013–presente)
- Bill Ryder-Jones – Guitarra, teclados, piano (2013)
- Tyler Parkford – Teclados, piano, coros (2018 – presente)
- Cam Avery – Teclados, piano, guitarra acústica, coros (2018)

Cronología

## Discografía
Álbumes de estudio
- Whatever People Say I Am, That's What I'm Not (2006)
- Favourite Worst Nightmare (2007)
- Humbug (2009)
- Suck It and See (2011)
- AM (2013)
- Tranquility Base Hotel & Casino (2018)
- The Car (2022)

Álbumes en directo
- Live at the Royal Albert Hall (2020)

## Giras musicales
- Whatever People Say I Am Tour (2005–2006)
- Favourite Worst Nightmare Tour (2007)
- Humbug Tour (2009–2010)
- Suck It and See Tour (2011–2012)
- AM Tour (2013–2014)
- Tranquility Base Hotel & Casino Tour (2018-2019)
- The Car Tour (2022-2023)